# Eduardo Sáenz de Cabezón Irigaray
Eduardo Sáenz de Cabezón Irigaray (Logronyo, La Rioja, 24 de juny de 1972) és un matemàtic, professor de Llenguatges i Sistemes Informàtics (i també teòleg, encara que en l'actualitat no exerceixi com a tal) de la Universitat de La Rioja des de 2001, i reconegut especialista en monòlegs científics. Desenvolupa la seva recerca en l'àrea de l'àlgebra computacional, a la qual ha contribuït amb 25 publicacions de recerca i col·laboracions amb matemàtics espanyols i europeus com ara Henry P. Wynn.
Realitza una intensa labor de divulgació de les matemàtiques mitjançant conferències, espectacles, xerrades i tallers per a persones de totes les edats i per tot el món (Espanya, Mèxic, Panamà, Argentina, Costa Rica, Uruguai, etc). Va guanyar els concursos de monòlegs científics: FameLab Espanya (2013) i a la Fundació Aquae (2014), i ha estat també finalista al Cheltenham Science Festival (Regne Unit).

## Desenvolupament de la seva carrera
Eduardo Sáenz de Cabezón va estudiar durant la seva joventut en l'institut Sagasta de Logroño. En acabar l'educació secundària, va decidir estudiar matemàtiques per dues raons: el seu gust per la informàtica (llavors no hi havia una carrera específica d'informàtica a La Rioja) i per un professor que va tenir, que era un apassionat de les matemàtiques. També és llicenciat en teologia per la Universitat Pontifícia de Comillas, i és doctor en matemàtiques per la Universitat de la Rioja.

### Tesi doctoral
Va obtenir el seu doctorat el 2008 amb la tesi Combinatorial Koszul homology: computations and applications ('Homologia de Koszul combinatòria: Càlculs i aplicacions'), per la qual va obtenir la qualificació d'excel·lent cum laude per unanimitat del tribunal.
La tesi se situa dins de l'àrea de l'àlgebra computacional. S'hi estudia l'homologia de Koszul per a ideals de monomis. En la tesi obté resultats que permeten descriure l'estructura d'aquest tipus d'ideals a partir de la seva homologia de Koszul; descriu algorismes per al càlcul d'aquesta; algorismes implementats que demostren ser eficaços.
Finalment es donen aplicacions dels algorismes i resultats descrits en la tesi. Aquestes aplicacions van des de l'estudi de certs ideals de l'àlgebra commutativa, passant per l'estudi de sistemes diferencials, i també la fiabilitat de sistemes complexos, de tipus industrial, elèctric i biològic. L'estudi de l'estructura d'ideals monomials (un concepte de l'àlgebra commutativa) resulta de gran interès per a aplicacions en la teoria de fiabilitat, utilitzada en diversos camps, des d'aplicacions industrials (com el control de xarxes i processos de diferents tipus) a temes biològics, com l'escaneig de seqüències d'ADN, etc.
A la seva tesi doctoral, Eduardo ofereix diversos exemples de sistemes que són emprats en aplicacions, concretament en xarxes sèrie-paral·lel i sistemes consecutive-k-out-of-n usats en seqüenciació d'ADN, treballs realitzats en col·laboració amb la London School of Economics.

## Divulgació científica

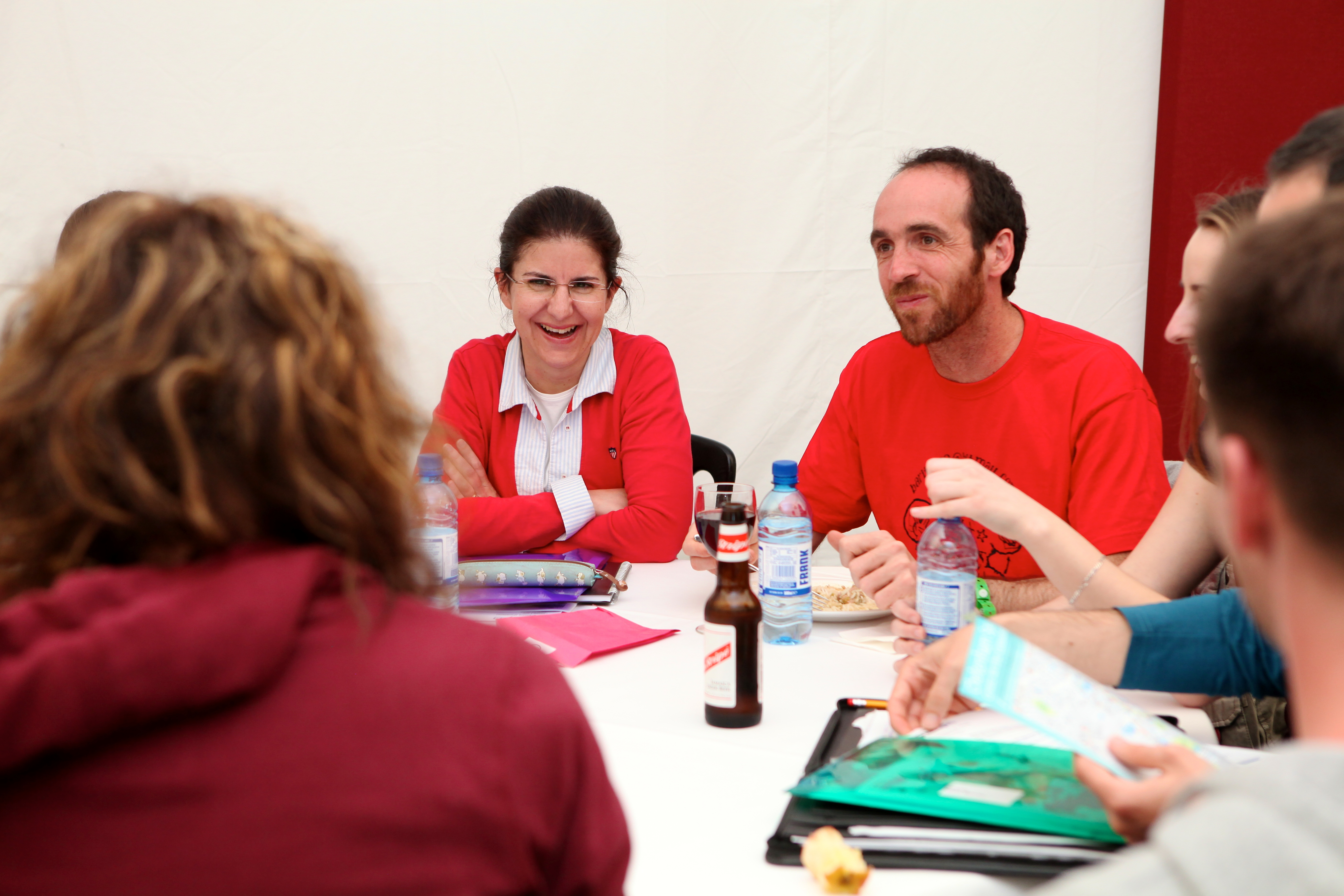
Eduardo Sáenz de Cabezón al festival Famelab 2013.

Tot i que la seva carrera com a divulgador científic i matemàtic és encara bastant recent, Eduardo va dir que és una faceta seva que porta bastant arraigada: fa més de 22 anys que gaudeix contant contes en bars i cafès. Ell ha realitzat, entre d'altres, les següents activitats com a divulgador:

### Esdeveniments i conferències
- És membre i fundador d'un grup de científics i investigadors en actiu anomenat Big Van Ciència des de 2013, dedicats a la divulgació científica amb l'objectiu de portar la comunicació científica a tota mena de públics.[3] També és autor del xou matemàtic El bagul de Pitàgores, que va ser exhibit en teatres i bars de diverses ciutats d'España des de 2012.
- Ha participat amb l'organització TED fent xerrades i conferències sobre el món matemàtic.[8]
- Sáenz de Cabezón va participar en esdeveniments com els Premis Príncipe de Astúrias de l'any 2013, al CERN de Ginebra i en el Dia Mundial de les Malalties Estranyes de 2015, davant La reina Doña Letizia.

### Revistes
- Eduardo és col·laborador de la revista Yorokobu des de 2015.[9]

### Televisió
- És presentador del late night show de divulgació científica i humor Òrbita Laika.

### Ràdio
- Va ser col·laborador de cadena SER com a “matemàtic de capçalera" del programa La Finestra, des de setembre de 2015 fins a gener de 2017, i en l'espai "El teorema" d'RTVE, des de 2017 fins a l'actualitat.[10]

### Internet
- És el creador del canal de YouTube anomenat Derivando, en el qual ensenya i explica curiositats sobre el món matemàtic, amb un total de més de 98 milions de visualitzacions i més d'un milió de subscriptors.

### Llibres
- És l'autor del llibre Intel·ligència matemàtica. En ell, intenta mostrar que les matemàtiques no són tan odioses com aparenten o alguns es pensen, fent èmfasi en la creativitat, la intuïció, el càlcul, la imaginació i la tècnica. Eduardo sosté que són una oportunitat de gaudir de la realitat perquè, ho volem o no, tots portem un matemàtic en el nostre interior, que potser es va espantar a l'escola i roman ocult en un racó".[11][12]
- Va escriure "L'arbre d'Emmy", un llibre biogràfic d'Emmy Noether, una de les dones matemàtiques més importants de la història i una de les científiques més destacades dels seus temps.[13]
- A més, és l'autor de l'obra "Apocalipsi matemàtica", un llibre divulgatiu en el qual ensenya la resolució de problemes matemàtics.[14]
- També és coautor del llibre "Gardner per a afeccionats: Jocs de matemàtica recreativa".[15]